# Dynamische Zeit

Beziehungen zwischen den Zeitskalen

Die Dynamische Zeit ist die unabhängige Variable in den Bewegungsgleichungen für Körper des Sonnensystems und kann durch eine Beobachtung dieser Körper bestimmt werden.:131 Es gibt verschiedene Varianten, die sich durch das verwendete Referenzsystem und die Skalierung voneinander unterscheiden. Gewöhnlich:14, aber nicht immer,:138 gelten, neben der heute nicht mehr benutzten Ephemeridenzeit, als dynamische Zeit
- die geozentrische Koordinatenzeit TCG (von frz. Temps Coordonné Geocentrique, engl. Geocentric Coordinate Time) mit der Einheit SI-Sekunde; sie wurde 1991 eingeführt.[5]
- die baryzentrische Koordinatenzeit TCB (von frz. Temps Coordonné Barycentrique, engl. Barycentric Coordinate Time) mit derselben Zeiteinheit; sie wurde ebenfalls 1991 eingeführt.[5]
- die terrestrische Zeit TT (von frz. Temps Terrestrique, engl. Terrestrial Time), die sich von TCG nur durch eine Skalierung unterscheidet und auf dem Geoid sehr genau mit TAI + 32,184 s übereinstimmt;[1]:138 sie wurde 1976 eingeführt, 1979 als terrestrische dynamische Zeit (TDT) bezeichnet,[6] 1991 in TT umbenannt[5] und 2000 letztmals neu definiert.[7] Sie löste, zusammen mit der TDB, 1984 die Ephemeridenzeit ab.[8]
- die baryzentrische dynamische Zeit TDB (von frz. Temps Dynamique Barycentrique, engl. Barycentric Dynamical Time), die sich von TCB nur durch eine Skalierung unterscheidet und auf dem Geoid im Mittel mit TT übereinstimmt; sie wurde ebenfalls 1976 eingeführt, 1979 als TDB bezeichnet[6] und 2006 letztmals neu definiert.[9]

## Hintergrund
Die Astronomie benötigt für verlässliche Berechnungen astronomischer Ereignisse über mehrere Jahrhunderte oder Jahrtausende hinweg eine gleichförmige Zeitskala. Die bis 1967 auf der veränderlichen Erdrotation und Erdumlauf (tropisches Jahr) beruhenden Zeitmessungen erfüllten diese Anforderung nicht. Daher wurde 1960 eine gleichförmig verlaufende Ephemeridenzeit (ET) als Grundlage für astronomische Berechnungen eingeführt. Als Ephemeridensekunde diente noch der 31.556.925,9747ste Teil des Tropischen Jahres am 0. Januar 1900 (= 31. Dezember 1899) 12:00 UT. 
Nachdem mit den Atomuhren hochpräzise Zeitmesser zur Verfügung standen, musste berücksichtigt werden, dass es nicht die eine Zeit gibt, weil relativistische Effekte die tatsächliche Zeitmessung auch mit Atomuhren beeinflussen: Bewegte Uhren gehen langsamer, ebenso Uhren im Einfluss eines Schwerefeldes, als vergleichbare Uhren, die sich in Ruhe befinden oder weit entfernt von der Schwerkraftwirkung einer großen Masse. Die IAU führte daher ab 1976 zunächst zwei, später vier Zeitskalen ein; zuletzt änderte sie das Regelwerk 2006.
Zwei der vier Zeitskalen sind mit dem Erdmittelpunkt, die anderen zwei mit dem Baryzentrum des Sonnensystems verknüpft. Die beiden geozentrischen Zeitskalen eignen sich für Untersuchungen im erdnahen Weltraum, die baryzentrischen für die Beschreibung der Dynamik des Sonnensystems und die Bahnberechnung interplanetarer Sonden.:155f.
Je eine Zeitskala aus diesen beiden Paaren ist eine Koordinatenzeit, also die zeitartige Koordinate im jeweiligen Raumzeit-Koordinatensystem, die nicht direkt messbar ist, weil jede Uhr im Sonnensystem wegen der gravitativen Zeitdilatation gegenüber der Koordinatenzeit, die auf der SI-Sekunde basiert, nachgeht. Die andere Zeitskala aus dem Paar unterscheidet sich von der Koordinatenzeit nur durch eine lineare Abbildung, die so gewählt ist, dass sie auf der Erde möglichst exakt oder nur mit Abweichungen von weniger als 2 ms mit TAI + 32,184 s übereinstimmt.

## Baryzentrische und Geozentrische Koordinatenzeit
Die Baryzentrische Koordinatenzeit TCB und die Geozentrische Koordinatenzeit TCG sind die zeitartigen Koordinaten des Barycentric Celestial Reference System (BCRS) bzw. des Geocentric Celestial Reference System (GCRS). Das BCRS stimmt mit dem International Celestial Reference System (ICRS) in Ursprung (= Baryzentrum des Sonnensystems) und Richtung der raumartigen Achsen überein und ergänzt es um eine Metrik.
Die Achsen des GCRS sind zu denen des BCRS parallel, es ist aber im Erdmittelpunkt zentriert und hat eine an den anderen Ursprung angepasste Metrik.
Beim BCRS ist mit t = TCB und unter Vernachlässigung höherer Potenzen von {\displaystyle {\tfrac {1}{c}}} das Linienelement
{\displaystyle \mathrm {d} s^{2}=-c^{2}\left(1-{\frac {2U}{c^{2}}}\right)\mathrm {d} t^{2}+\mathrm {d} {\vec {r}}^{2}}.
Das Potential {\displaystyle U} wird hier und im Folgenden, wie in der physikalischen Geodäsie üblich,
positiv gerechnet (das Gravitationspotential einer Punktmasse ist +GM/r).
Es besteht aus zwei Summanden: dem Newtonschen Gravitationspotential aller Körper des Sonnensystems und einem Gezeitenpotential, das von den Körpern außerhalb davon erzeugt wird. Der erste Beitrag verschwindet für {\displaystyle r\to \infty }, der zweite im Ursprung.
Beim GCRS mit t = TCG gilt eine analoge Beziehung. Hier setzt sich {\displaystyle U} zusammen aus dem Gravitationspotential der Erde und einem von allen anderen Körpern erzeugten Gezeitenpotential.
Bei beiden Zeitskalen ist die Einheit die SI-Sekunde; der Nullpunkt beider Skalen wird so festgelegt, dass dem Ereignis 1. Januar 1977, 00:00:00,000 TAI im Geozentrum sowohl für TCB als auch für TCG die Zeit 1. Januar 1977, 00:00:32,184 entspricht. Durch die Differenz von 32,184 s schließen sich die beiden Zeiten nahtlos an die Ephemeridenzeit an.

### Eigenzeit und Koordinatenzeit
Eine Uhr zeigt nicht die (bary- oder geozentrische) Koordinatenzeit {\displaystyle t}, sondern ihre Eigenzeit {\displaystyle \tau } an, die mit der Koordinatenzeit über die Beziehung {\displaystyle c^{2}\mathrm {d} \tau ^{2}=-\mathrm {d} s^{2}} zusammenhängt.
Mit dem oben genannten Linienelement ist dann
{\displaystyle c^{2}\mathrm {d} \tau ^{2}=c^{2}\mathrm {d} t^{2}\left\lbrack 1-{\frac {2U}{c^{2}}}-{\frac {1}{c^{2}}}\left({\frac {\mathrm {d} {\vec {r}}}{\mathrm {d} t}}\right)^{2}\right\rbrack }.
Nach Wurzelziehen und Taylorentwicklung in {\displaystyle {\tfrac {1}{c^{2}}}} wird daraus
{\displaystyle {\frac {\mathrm {d} \tau }{\mathrm {d} t}}=1-{\frac {U}{c^{2}}}-{\frac {1}{2}}{\frac {{\vec {v}}^{2}}{c^{2}}}}.
Der {\displaystyle U}-Term beschreibt die Zeitdilatation durch Gravitation, der {\displaystyle v}-Term die schon aus der speziellen Relativitätstheorie bekannte Zeitdilatation durch Bewegung („bewegte Uhren gehen langsamer“).

### Eigenzeit auf der rotierenden Erde
Auf der rotierenden Erde sind beide Beiträge zur Zeitdilatation wichtig. Eine ortsfeste Uhr hat eine feste Position {\displaystyle {\vec {R}}} in einem erdfesten Koordinatensystem, das mit der Winkelgeschwindigkeit {\displaystyle {\vec {\Omega }}} (der Erdrotation) im GCRS rotiert. Die Geschwindigkeit der Uhr im nichtrotierenden GCRS ist dann
{\displaystyle {\vec {v}}={\vec {\Omega }}\times {\vec {R}}}.
Für die Eigenzeit dieser Uhr im GCRS, also mit t = TCG, gilt dann
{\displaystyle {\frac {\mathrm {d} \tau }{\mathrm {d} t}}=1-{\frac {U_{\mathrm {geo} }}{c^{2}}}},
wobei
{\displaystyle U_{\mathrm {geo} }=U+{\frac {1}{2}}({\vec {\Omega }}\times {\vec {R}})^{2}}
das Potential der Erdschwere, das sogenannte Geopotential, ist. Es enthält neben dem Gravitations- und Gezeitenanteil {\displaystyle U} als zweiten Summanden das  Zentrifugalpotential, das die Zentrifugalkraft auf der rotierenden Erde bewirkt.
Für die Eigenzeit einer mit der Erde rotierenden Uhr kommt es also nicht auf den Wert von {\displaystyle U}, sondern auf den des Geopotentials {\displaystyle U_{\mathrm {geo} }} an, das heißt, Uhren mit gleicher geopotentieller Kote (gleicher dynamischer Höhe) gehen im Verhältnis zu TCG gleich schnell. Insbesondere gehen ortsfeste Uhren auf dem rotierenden Geoid gleich schnell. Das gilt aber nur, solange die zeitliche Variation des Geopotentials durch die Gezeiten nicht berücksichtigt wird, die aber sehr klein ist: Der Hauptterm (98 %) des Gezeitenpotentials schwankt nur um maximal ±3,8 m²/s², was einer Höhenänderung von ±0,39 m entspricht, wobei ein Teil dieser Schwankungen (etwa 31 %) durch die Verformung des Erdkörpers auf Grund der Gezeiten wieder kompensiert wird.
Damit schwankt die Gangrate der Eigenzeit einer Uhr auf der Erdoberfläche um höchstens ±3·10−17. Wegen der beschränkten Einwirkungsdauer bleiben die Abweichungen zwischen zwei Uhren auf dem Geoid unter 1 ps.:138

### UmrechnungTCB→TCG
Um die geozentrische Koordinatenzeit TCG zu einem Ereignis ({\displaystyle t={\mathit {TCB}}}, {\displaystyle {\vec {r}}}) im BCRS berechnen zu können, muss die komplette Trajektorie {\displaystyle {\vec {r}}_{\mathrm {e} }(t')} des
Geozentrums im BCRS seit {\displaystyle T_{0}} (im Januar 1977) bekannt sein.
Deshalb ist die Berechnung bei hohen Anforderungen an die Genauigkeit sehr aufwendig. Ein geschlossener Ausdruck für TCG ist
{\displaystyle {\mathit {TCG}}={\mathit {TCB}}-{\frac {1}{c^{2}}}\int \limits _{T_{0}}^{t}\left[U_{\mathrm {ext} }(r_{\mathrm {e} }(t'))+{\frac {{\vec {v_{e}}}(t')^{2}}{2}}\right]\mathrm {d} t'-{\frac {1}{c^{2}}}{\vec {v_{e}}}(t)\cdot ({\vec {r}}-{\vec {r}}_{\mathrm {e} }(t))+{\mathcal {O}}\left({\frac {1}{c^{4}}}\right)}.
Hier ist {\displaystyle U_{\mathrm {ext} }} das Newtonsche Gravitationspotential, das von allen Körpern des Sonnensystems außer der Erde erzeugt wird.
Das Integral addiert die seit {\displaystyle T_{0}} aufgelaufene Zeitdilatation durch Gravitation und Relativbewegung, der zweite Summand berücksichtigt, dass zwei Ereignisse, die im BCRS gleichzeitig sind, das im dazu bewegten GCRS im Allgemeinen nicht sind; siehe Lorentz-Transformation bei {\displaystyle {\vec {v}}\nparallel {\vec {r}}}.
Für ein Ereignis auf der Erdoberfläche hängt dieser zweite Summand von der geographischen Position auf der Erde und dem aktuellen Drehwinkel der Erde bezüglich der Sonne, also von UT1 ab, weil diese beiden Größen, zusammen mit der Stellung der Erde in ihrer Bahn, den Winkel zwischen {\displaystyle {\vec {v_{\mathrm {e} }}}} und {\displaystyle {\vec {r}}-{\vec {r}}_{\mathrm {e} }} bestimmen. Er ist beschränkt durch
{\displaystyle {\frac {1}{c^{2}}}v_{\mathrm {e} }R_{\mathrm {e} }\approx {\frac {1}{c^{2}}}30\,{\frac {\mathrm {km} }{\mathrm {s} }}\cdot 6400\,\mathrm {km} \approx 2\,\mathrm {\mu s} }.

## Terrestrische Zeit
Die Eigenzeit einer Uhr im Gravitationspotential der Erde vergeht wegen der gravitativen Zeitdilatation langsamer als die Geozentrische Koordinatenzeit TCG oder umgekehrt: Die TCG vergeht rascher als die von einer Uhr gemessene Eigenzeit. Die Terrestrischen Zeit TT ist definiert als Abwandlung der TCG, bei der diese höhere Gangrate kompensiert wird,
{\displaystyle {\mathit {TT}}-T_{0}=(1-L_{\mathrm {G} })({\mathit {TCG}}-T_{0})},
oder umgeformt
{\displaystyle {\mathit {TT}}={\mathit {TCG}}-L_{\mathrm {G} }({\mathit {TCG}}-T_{0})}.
Hier ist {\displaystyle T_{0}} wieder der Zeitpunkt 1. Januar 1977, 00:00:32,184, wodurch TT wie TCG stetig an die früher benutzte Ephemeridenzeit anschließt. Die Abweichung der relativen Gangrate von 1 ist
{\displaystyle L_{\mathrm {G} }=6{,}969{.}290{.}134\cdot 10^{-10}\approx 22\,\mathrm {ms} /\mathrm {a} }.
Seit 1977 ist TT damit um etwa 1 s gegenüber TCG zurückgeblieben.
Der Wert von LG entspricht der gravitativen Zeitdilatation {\displaystyle U_{\mathrm {geo,0} }/c^{2}} für das Geopotential
{\displaystyle U_{\mathrm {geo,0} }=62{.}636{.}856{,}0{\frac {\mathrm {m} ^{2}}{\mathrm {s} ^{2}}}},
bei dem es sich um den besten Wert für das Geopotential des Geoids handelt, der bei Beschluss der IAU-Resolution im Jahr 2000 bekannt war.
Damit wurde erreicht, dass zum einen die Definition von TT unabhängig wird von “the intricacy and temporal changes inherent to the definition and realisation of the geoid” und zum anderen die TT-Sekunde auf dem rotierenden Geoid dennoch mit sehr hoher Genauigkeit die SI-Sekunde ist und TT weiterhin durch TAI + 32,184 s sehr gut angenähert wird. Genaueres zu den Unterschieden TT-TAI sowie eine bessere Realisierung von TT finden sich im Abschnitt „Internationale Atomzeit“.

## Baryzentrische Dynamische Zeit
Die Baryzentrische Dynamische Zeit  TDB unterscheidet sich von der Koordinatenzeit TCB in ähnlicher Weise wie TT von TCG,
{\displaystyle {\mathit {TDB}}={\mathit {TCB}}-65{,}5\,\mathrm {\mu s} -L_{\mathrm {B} }({\mathit {TCB}}-T_{0})}
mit demselben {\displaystyle T_{0}} wie in der Definition von TT und
{\displaystyle L_{\mathrm {B} }=1{,}550{.}519{.}768\cdot 10^{-8}\approx 0{,}49\,\mathrm {s} /\mathrm {a} }.
Der Wert von {\displaystyle L_{\mathrm {B} }} wurde gewählt, damit TDB und TT im Geozentrum dieselbe durchschnittliche Gangrate haben, der Unterschied also beschränkt bleibt. Auf der Erdoberfläche ist für einige Jahrtausende vor und nach heute
{\displaystyle \vert {\mathit {TDB}}-{\mathit {TT}}\vert <2\,\mathrm {ms} }.
Der konstante Offset von 65,5 µs, für den es keine Entsprechung in der Definition von TT gibt, wurde eingeführt, damit eine viel verwendete Reihenentwicklung von Fairhead und Bretagnon aus dem Jahre 1990 für die Umrechnung von TT in TDB weiter unverändert gültig bleibt.
Mit den 127 tabellierten Reihengliedern kann TDB mit einer Genauigkeit von 0,1 µs, wie sie für die Beobachtung von Millisekundenpulsaren wünschenswert ist, für einige Jahrtausende vor und nach heute berechnet werden. Wenn nur der bei weitem dominante Term berücksichtigt wird, ergibt sich
{\displaystyle {\mathit {TDB}}-{\mathit {TT}}=1{,}657\,\mathrm {ms} \cdot \sin \left(6{,}283{.}076{\frac {{\mathit {TT}}-\mathrm {J2000.0} }{365{,}25\,\mathrm {d} }}+6{,}240\right)},
wobei J2000.0 die Standardepoche 1. Januar 2000, 12:00:00 TT ist. Der Beitrag der verbleibenden 126 Reihenglieder ist in den Jahren 1900 bis 2100 kleiner als 0,08 ms (0,18 ms für die Jahre 1000 bis 3000).

## Andere Zeitsysteme

### Internationale Atomzeit
Die Internationale Atomzeit TAI beruht wie die terrestrische Zeit TT auf der SI-Sekunde bei demselben Geopotential Ugeo = Ugeo,0. Dennoch können sich die Gangraten der beiden Zeiten unterscheiden, da TAI im Gegensatz zu TT auf einer tatsächlichen Zeitmessung, bei der zufällige und systematische Fehler auftreten können, beruht. Sie entsteht durch iterative Mittelung und Skalierung der Ablesungen von etwa 450 Atomuhren, die über die ganze Erde verteilt sind. Das Ergebnis veröffentlicht das Internationale Büro für Maß und Gewicht (BIPM) monatlich im Circular T. TAI steht also nicht in Realzeit, sondern immer nur im Nachhinein zur Verfügung.
Die internationale Atomzeit ist die Grundlage für eine häufig benutzte Realisierung von TT,
{\displaystyle {\mathit {TT}}(\mathrm {TAI} )={\mathit {TAI}}+32{,}184\,\mathrm {s} }.
Da die TAI nicht in Realzeit vorliegt, muss bei einer Zeitmessung zunächst das Zeitsignal UTC(k) eines einzelnen Instituts verwendet werden, zum Beispiel das der Physikalisch-Technischen Bundesanstalt (PTB). Erst nach Veröffentlichung des neuen Circular T kann diese Ablesung in UTC und dann in TAI umgerechnet werden.
Für sehr anspruchsvolle Anwendungen wie die Beobachtung von Millisekundenpulsaren veröffentlicht das BIPM jährlich eine genauere Realisierung; die neueste (Stand April 2022) ist
{\displaystyle {\mathit {TT}}(\mathrm {BIPM20} )={\mathit {TAI}}+32{,}184\,\mathrm {s} +\delta },
wobei δ im Abstand von je 10 Tagen, beginnend mit dem 26. Juni 1975, in Tabellenform aufgeführt wird. Ergänzt wird die Tabelle um eine Extrapolationsformel. Derzeit (April 2022) ist das
{\displaystyle \delta =27{,}6653\,\mathrm {\mu s} -0{,}01\,\mathrm {ns} \cdot ({\mathit {MJD}}-59209)}.
Hier ist MJD − 59209 die Zahl der seit dem 26. Dezember 2020, 00:00 UTC vergangenen Tage (MJD: Modifiziertes Julianisches Datum).

### Universal Time und Koordinierte Weltzeit
Die Universal Time UT1 ist keine streng gleichförmige Zeit, da sie sich an der Erdrotation orientiert und diese sich verlangsamt und zudem unregelmäßig ist; UT1 geht gegenüber TT nach. Die Differenz TT − UT1 wird als ΔT (Delta T) bezeichnet. Sie nahm von −2,7 s zu Beginn des Jahres 1900 (mit der in die Vergangenheit extrapolierten TT) über 63,8 s Anfang 2000 auf aktuell (Februar 2022) 69,3 s zu.
Die Koordinierte Weltzeit UTC verwendet zwar seit 1972 im Gegensatz zur Universal Time wie die Terrestrische Zeit die SI-Sekunde, aber sie wird durch Einfügen von Schaltsekunden von Zeit zu Zeit an die Universal Time angeglichen. Damit wird gewährleistet, dass (a) die Abweichung |UTC − UT1| < 0,9 s bleibt und (b) sich UTC von TAI durch eine ganzzahlige Zahl von SI-Sekunden unterscheidet.

## Beispiel
Die nachstehende Tabelle gibt einen Eindruck von der Größe der Unterschiede zwischen den hier behandelten Zeitmaßen. Alle Zeitangaben gelten für das Ereignis 15. Januar 2006, 21:24:37,500000 UTC am Strand von Hawaii (19° 28′ 52,5″ N, 155° 55′ 59,6″ W); die Ortsangabe ist wichtig für die Umrechnung von TCG in TCB und TDB.:16,22–25
| Skala | Bezeichnung                    | Zeit                           | Differenz zu UTC [s] |
| ----- | ------------------------------ | ------------------------------ | -------------------- |
| UTC   | koordinierte Weltzeit          | 15. Jan. 2006, 21:24:37,500000 | 0,000000             |
| UT1   | Universal Time                 | 15. Jan. 2006, 21:24:37,834055 | 0,334055             |
| TAI   | Internationale Atomzeit        | 15. Jan. 2006, 21:25:10,500000 | 33,000000            |
| TT    | terrestrische Zeit             | 15. Jan. 2006, 21:25:42,684000 | 65,184000            |
| TCG   | geozentrische Koordinatenzeit  | 15. Jan. 2006, 21:25:43,322690 | 65,822690            |
| TDB   | baryzentrische dynamische Zeit | 15. Jan. 2006, 21:25:42,684373 | 65,184373            |
| TCB   | baryzentrische Koordinatenzeit | 15. Jan. 2006, 21:25:56,893952 | 79,393952            |